# ادوین کلر
ادوین کلر (انگلیسی: Edwin Clare; ۲۱ سپتامبر ۱۸۸۳ – ۱۹۴۴ (۶۰−۶۱ سال)) بازیکن فوتبال بود.
از باشگاه‌هایی که در آن بازی کرده‌است می‌توان به باشگاه فوتبال نوتس کانتی اشاره کرد.